# Veresegyház
Veresegyház est une ville et une commune du comitat de Pest en Hongrie.

## Jumelages
La ville de Veresegyház est jumelée avec :
- Schneeberg (Saxe) (Allemagne) depuis 1996
- Atia (Roumanie) depuis 1998
- Šahy (Slovaquie) depuis 2012